# Pian Camuno
Pian Camuno é uma comuna italiana da região da Lombardia, província de Bréscia, com cerca de 3.767 habitantes. Estende-se por uma área de 11 km², tendo uma densidade populacional de 342 hab/km². Faz fronteira com Artogne, Costa Volpino (BG), Pisogne, Rogno (BG).

## Demografia
| Variação demográfica do município entre 1861 e 2011                               |
|                                                                                   |
| Fonte: Istituto Nazionale di Statistica (ISTAT) - Elaboração gráfica da Wikipedia |